# Theristria
Theristria is een geslacht van insecten uit de familie van de Mantispidae, die tot de orde netvleugeligen (Neuroptera) behoort.

## Soorten
Deze lijst van 24 stuks is mogelijk niet compleet.
- T. aruntae Lambkin, 1986
- T. attenuata Lambkin, 1986
- T. basalis Banks, 1939
- T. cardaleae Lambkin, 1986
- T. commoni Lambkin, 1986
- T. delicatula (Westwood, 1852)
- T. dentata Lambkin, 1986
- T. discolor (Westwood, 1852)
- T. felina Gerstäcker, 1885
- T. gilva Lambkin, 1986
- T. hillieri Navás, 1914
- T. imperfecta Lambkin, 1986
- T. maculosa Lambkin, 1986
- T. mouldsorum Lambkin, 1986
- T. nigra Lambkin, 1986

- T. pallida Lambkin, 1986
- T. rieki Lambkin, 1986
- T. smithersi Lambkin, 1986
- T. stigma (Esben-Petersen, 1929)
- T. stigmalis Banks, 1939
- T. storeyi Lambkin, 1986
- T. taroom Lambkin & New, 1994
- T. tillyardi Handschin, 1935
- T. uptoni Lambkin, 1986